# Attilio Lambertini
Attilio Lambertini, né le 3 juin 1920 à Viconovo Di Ferrara en Émilie-Romagne et mort le 25 décembre 2002 à Acapulco au Mexique,, est un coureur cycliste italien, professionnel de 1947 à 1952. Son frère cadet Dino (1927) fut lui aussi coureur cycliste.

## Palmarès
- 1946[2]
  - Coppa Azzini
  - 6e étape du Tour d'Émilie amateurs
  - 2e du Tour d'Émilie amateurs
- 1947
  - Coppa Caldirola
- 1949
  - 2e de Porto-Lisbonne
  - 2e du Tour du Portugal
- 1952
  - 3e du Grand Prix Massaua-Fossati

## Résultats sur les grands tours

### Tour de France
3 participations 
- 1948 : 31e
- 1950 : abandon (12e étape)
- 1951 : hors délai (7e étape)

### Tour d'Italie
6 participations
- 1947 : 40e
- 1948 : 34e
- 1949 : 38e
- 1950 : 62e
- 1951 : 63e
- 1952 : 29e